# Lester Godínez
Lester Homero Godínez Orantes (Taxisco, Santa Rosa, 29 de marzo de 1953) es un escritor, compositor, arreglista, maestro, productor y director de música guatemalteco. Conocido por impulsar la música de la marimba en Guatemala. también conocido por componer el "Son Amanecer".

## Biografía
Comenzó a trabajar en la música desde muy joven. Su abuelo materno integraba el conjunto de los Orantes y tocaba la guitarra, marimba y violín. Comenzó sus estudios en el Conservatorio Nacional de Música Germán Alcántara. En 1970 fundó la Marimba Nacional de Concierto siendo reconocido como el dignificador de la Marimba en Guatemala. También fue el fundador y director de la Marimba de Conciertos de Bellas Artes en 1979,de la Marimba del Ministerio de Cultura y Deportes en 1989, Marimba Folclórica y de Concierto del Inguat en 1991, de la Marimba de la Presidencia en 1998, de la Jazz Train bigband, de Marimba Jazz Band, fundador del Instituto Nacional de la Marimba, la Escuela Nacional de la Marimba y el Museo Nacional de la Marimba.su trabajo fue seleccionado por el gobierno del Japón para realizar una serie de conciertos en ese país.
En 1996, en Castel Gandolfo en Italia, se presentó ante el papa Juan Pablo II.
El Club Rotario del Valle de Guatemala le otorgó el reconocimiento Engranaje de Oro en 2002. Mismo año publicó "La Marimba, Antecedentes, Desarrollo y Expectativas".
Se graduó en 2007 como licenciado en música en la Universidad del Valle de Guatemala y en 2008 en la Universidad de San Carlos de Guatemala.  También posee el grado de Maestría en Administración Pública en el Instituto de Administración Pública INAP.
Se desempeñó como director general de las Artes del Ministerio de Cultura y Deportes en 2012 y como director del Centro Cultural Universitario, de la Universidad de San Carlos, de 2014 a 2018.
En 2024 publicó su libro "La marimba. Un estudio histórico, organológico y cultural" libro que define la historia del instrumento autóctono.

## Premios
- Monja Blanca otorgado por la Asociación Guatemalteca de Autores y Compositores (AGAYC)[1]
- Engranaje de Oro 2002 otorgado por el Club Rotario del Valle de Guatemala.[1]
- Orden del Hormigo en 2004 otorgado por la Asociación de Amigos de la Marimba de Santa Lucía Cotzumalguapa.[1]
- Orden Juan José Arévalo Bermejo otorgado por la Municipalidad de Taxisco.[1]
- la Orden de Castillo 2008 otorgado por el Consejo de Directores de la Fundación Mariano y Rafael Castillo Córdoba.[1]
- Orden Marco Antonio Reyes Fuentes otorgado por parte de la Cámara de Locutores Profesionales de Guatemala en 2016.[1]